# Przeźroczka indyjska
Przeźroczka indyjska (Parambassis ranga) – gatunek ryby z rodziny przeźroczkowatych (Ambassidae). Jest rybą hodowaną w akwariach.

## Występowanie
Żyje w wodach słodkich i słonych Indii, Birmy i Tajlandii.

## Warunki hodowlane
Wymaga średniego, dobrze oświetlonego oraz zarośniętego akwarium. Zbiornik powinien posiadać wiele kryjówek i ciemne podłoże. Woda powinna zawierać dodatek soli i być dość często częściowo wymieniana. Nie akceptuje gwałtownych zmian jakości wody oraz obecności kwasów humusowych. Temperatura wody 20–25 °C.
Przeźroczka indyjska żywi się drobnym, żywym pokarmem.

## Rozród
Ryba odznacza się płodnością, w czasie tarła (26–27 °C) ikra przyklejana zostaje do roślin wodnych. Ikra rozwija się ok. 2 dni, po następnych 3–5 dniach młode zaczynają swobodnie pływanie – w początkowym stadium w pozycji pionowej, głową do góry.